# Oxyethira frici
Oxyethira frici är en nattsländeart som beskrevs av Klapalek 1891. Oxyethira frici ingår i släktet Oxyethira och familjen smånattsländor. Arten är reproducerande i Sverige. Inga underarter finns listade i Catalogue of Life.